# Кассиодор
Кассиодо́р (полное имя — Фла́вий Магн Авре́лий Кассиодо́р Сена́тор; лат. Flavius Magnus Aurelius Cassiodorus Senator; между 480—490, Скилаций, Бруттий — между 585—590, там же) — римский писатель-панегирист, историк и экзегет, государственный деятель во время правления короля остготов Теодориха Великого и его преемников, вершиной его карьеры стала должность префекта претория Италии.
Происходил из сирийского рода, поселившегося в Италии в IV веке, три поколения его предшественников занимали разнообразные государственные посты. Кассиодор начал карьеру придворного панегириста в первом десятилетии VI века. После падения Остготского королевства Кассиодор, по-видимому, полтора десятилетия провёл в Константинополе, в 554 году удалился в родовое имение на юге Италии, где основал просветительский центр, монастырь Виварий, в котором занялся реализацией своей образовательной и культурной программы. В библиотеке Вивария имелись все основные произведения позднеримской христианской литературы, а также многие классические сочинения; в монастыре осуществлялись переводы с греческого языка, которым сам Кассиодор владел слабо. Последние труды — о правописании и исчислении даты Пасхи — написаны в 93-летнем возрасте.
Принципиальная обращённость произведений Кассиодора к современникам обеспечила популярность его трудов, его наследие широко использовали Павел Диакон, Беда Достопочтенный, Гинкмар Реймский, Алкуин, Рабан Мавр, Сикард из Кремоны, Марсилий Падуанский. Традиция скриптория и школы Вивария были продолжены в Монте-Кассино и аббатстве Боббио.
В эпоху Ренессанса Томас Мор и Эразм Роттердамский высоко оценивали достижения Кассиодора в области латинской стилистики. Не будучи оригинальным мыслителем, Кассиодор был талантливым организатором и просветителем, начав создание новой, средневековой культурной парадигмы. Сохранилось несколько сотен рукописей с произведениями Кассиодора, в «Латинской патрологии» Миня полное собрание его сочинений занимает два тома (69 и 70). В то же время, биография Кассиодора плохо известна, основными источниками для неё являются автобиографические пассажи в его собственных трудах, немногие упоминания у современников и предания, сохранённые авторами раннего Средневековья.

### При дворе Теодориха. «Хроника» и «История готов»

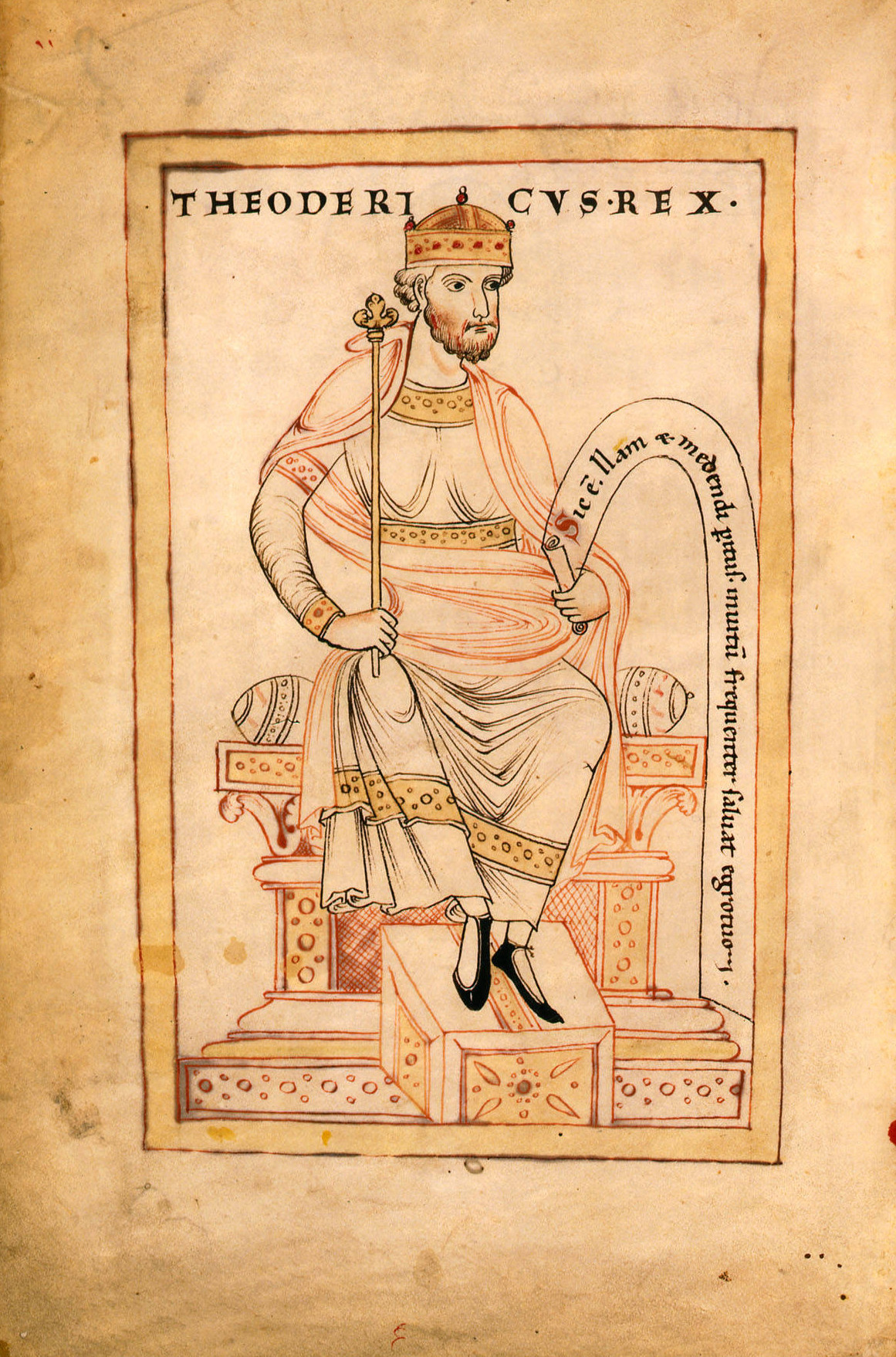
Король Теодорих Великий. Миниатюра 1170-х годов из рукописи Gesta Theodorici, Фульдское аббатство

### «Варии»

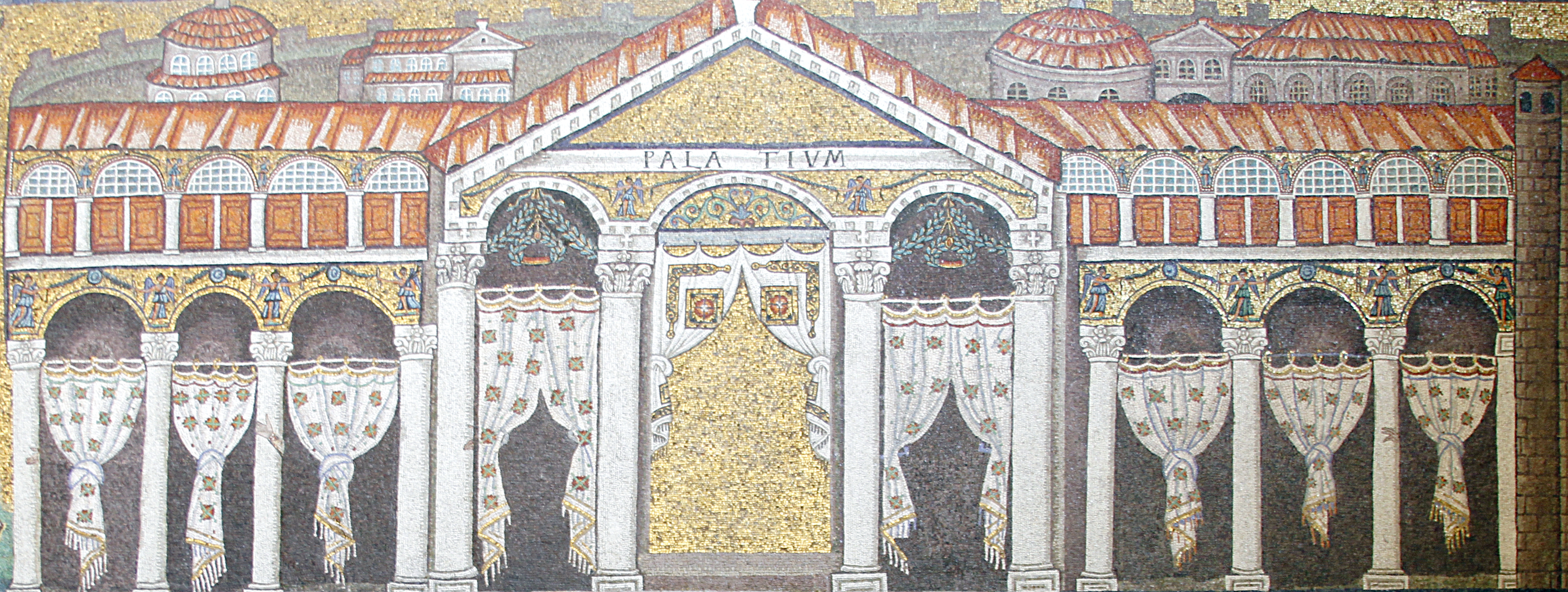
Дворец Теодориха в Равенне. Мозаика в церкви Сант-Аполлинаре-Нуово

### «Толкование псалмов»

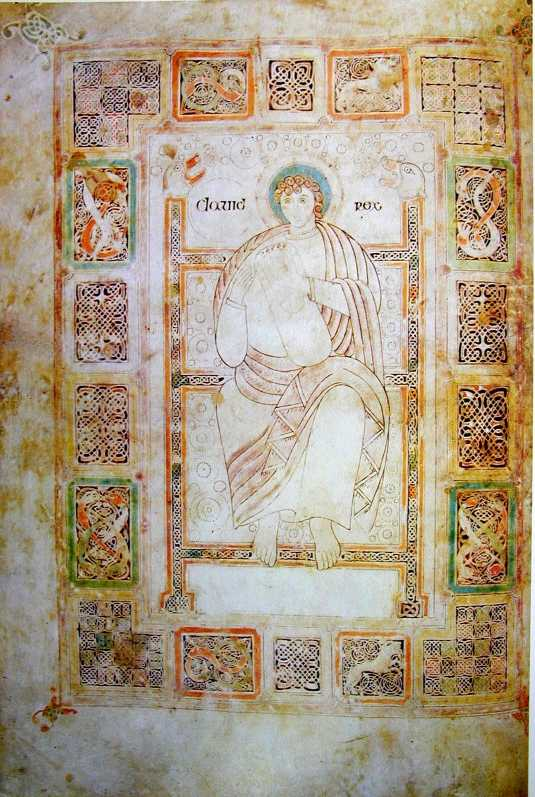
Давид-музыкант. Миниатюра VIII века из рукописи «Толкований» Кассиодора (лист 81 verso), Нортумбрия, ныне хранится в Кафедральном соборе Дарема

### Монастырь

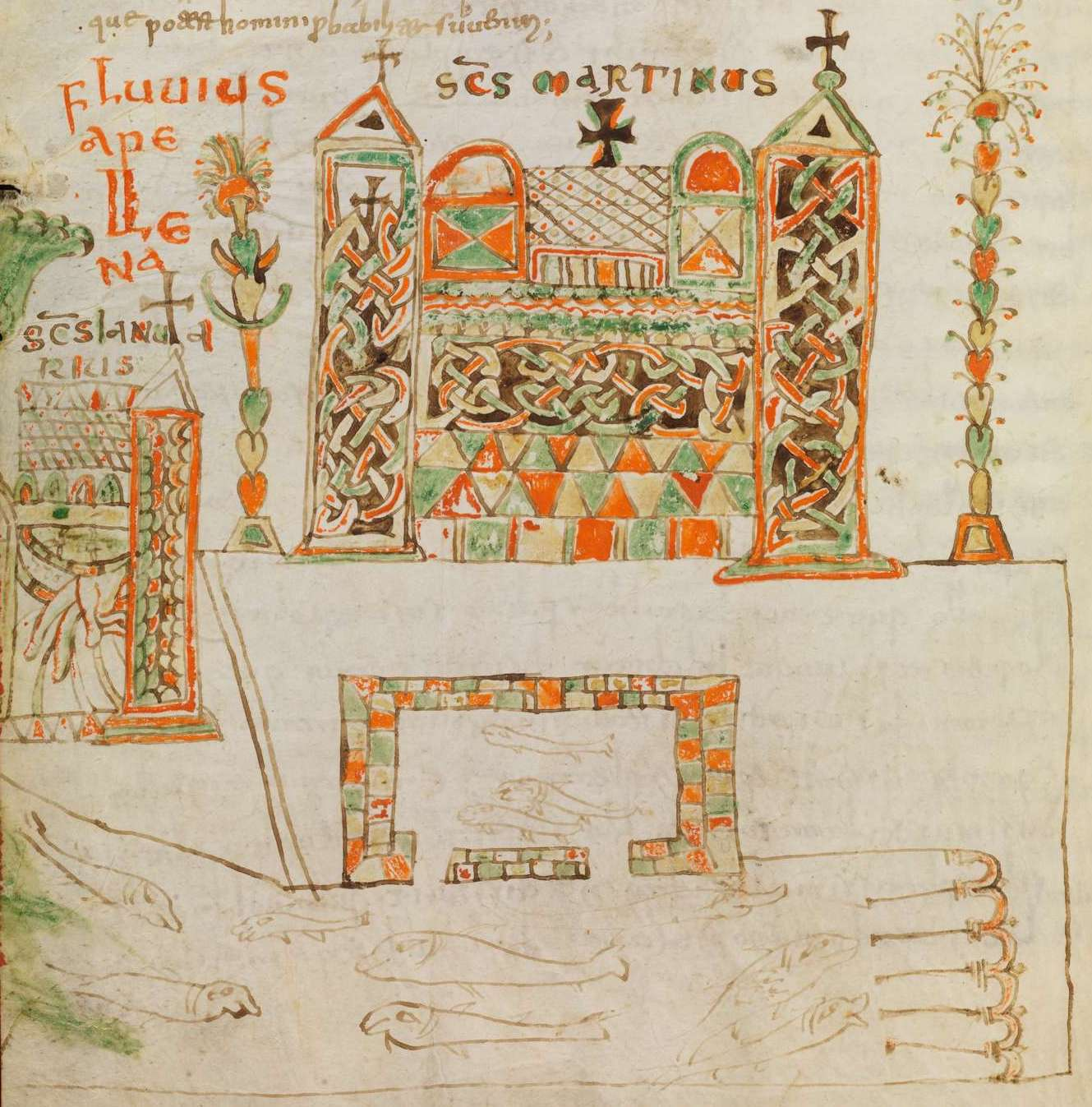
Изображение Вивария из Бамбергской рукописи Institutiones Кассиодора VIII века (лист 29 verso). Внизу страницы — рыбный садок, давший монастырю название. Сохранилось два аналогичных изображения, которые восходят к единому архетипу, видимо, выполненному с натуры. Бамберг, Государственная библиотека Бамберга, Msc.Patr.61